# Bjørnar Neteland
Bjørnar Neteland, född 20 maj 1991, är en norsk utförsåkare som representerar Fana IL. Han tävlar i storslalom, super-G och alpin kombination och tillhör det norska A-landslaget. Hans främsta internationella meriter är vinst av europacupen 2016.
Hans främsta världscupresultat är en 16:e plats i super-G i Kvitfjell i februari 2017.
Han debuterade i världscupen i Kvitfjell i februari 2014.
Han deltog i världsmästerskapen i St. Moritz 2017 med en 16:e plats i Alpin kombination som främsta resultat.